# Spinanomala psilopyga
Spinanomala psilopyga är en skalbaggsart som beskrevs av Ohaus 1910. Spinanomala psilopyga ingår i släktet Spinanomala och familjen Rutelidae. Inga underarter finns listade i Catalogue of Life.